# Hadiatch
Hadiatch (en ukrainien : Гадяч) ou Gadiatch (en russe : Гадяч ; en polonais : Hadziacz) est une ville de l'oblast de Poltava, en Ukraine. Sa population s'élevait à 23 989 habitants en 2016.

## Géographie
Hadiatch est arrosée par la rivière Psel et se trouve à 84 km au sud-ouest de Soumy, à 96 km au nord-nord-ouest de Poltava et à 246 km à l'est de Kiev.

## Histoire
L'origine exacte de Hadiatch n'est pas connue précisément, mais elle date de l'époque de la république des Deux Nations (Pologne-Lituanie). Hadiatch est citée dans un document de 1634. Le 16 septembre 1658 est signé le traité de Hadiatch entre les représentants de l'union de Pologne-Lituanie et les Cosaques. De 1663 à 1668, Hadiatch est le lieu de résidence de l'ataman d'Ukraine Ivan Briouchovezkyï et le centre administratif des Cosaques de ce territoire. Pendant cette période, sont bâtis des bâtiments résidentiels et administratifs, des églises et de nouvelles fortifications. Pendant la grande guerre du Nord, la forteresse de Hadiatch est occupée, en 1709, par les Suédois et un hôpital y est établi. Hadiatch passe sous la domination russe à partir de 1713. En 1803, elle est rattachée au gouvernement de Poltava et devient un centre administratif de district.
|  |  |

Faute de raccordement au réseau de chemin de fer, la ville ne connaît pas un fort développement au XIXe siècle. Au recensement de 1897, Hadiatch comptait 7 721 habitants, les Ukrainiens dominant très nettement (72,85 % de la population), devant les Juifs (24 %) et les Russes (2,6 %). La population juive de Hadiatch est victime de pogroms en 1905 et 1919. Pendant la Seconde Guerre mondiale, la ville est occupée par les forces armées de l'Allemagne nazie le 27 septembre 1941. La population juive est massacrée le 9 janvier 1942. Hadiatch est libérée le 11 septembre 1943 par le front de Voronej de l'Armée rouge.
Après 1945, la ville connaît une forte période de croissance. La ville est un lieu de pèlerinage pour les Juifs hassidiques, en raison de son cimetière où est enterré le rabbin Shneur Zalman de Liadi, fondateur et premier rabbin du mouvement Loubavitch, une branche du judaïsme hassidique.

## Culturel

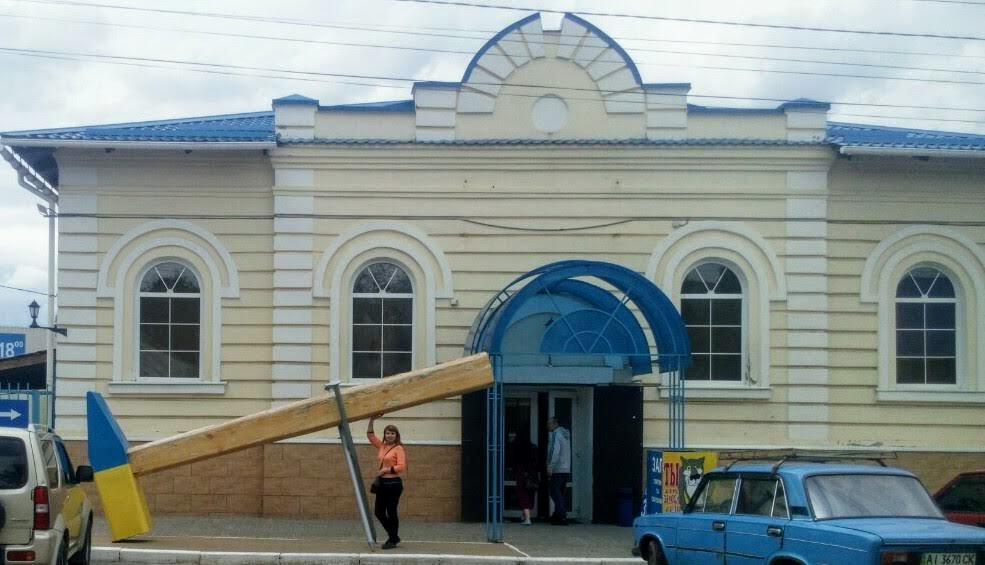
Ancienne synagogue classée
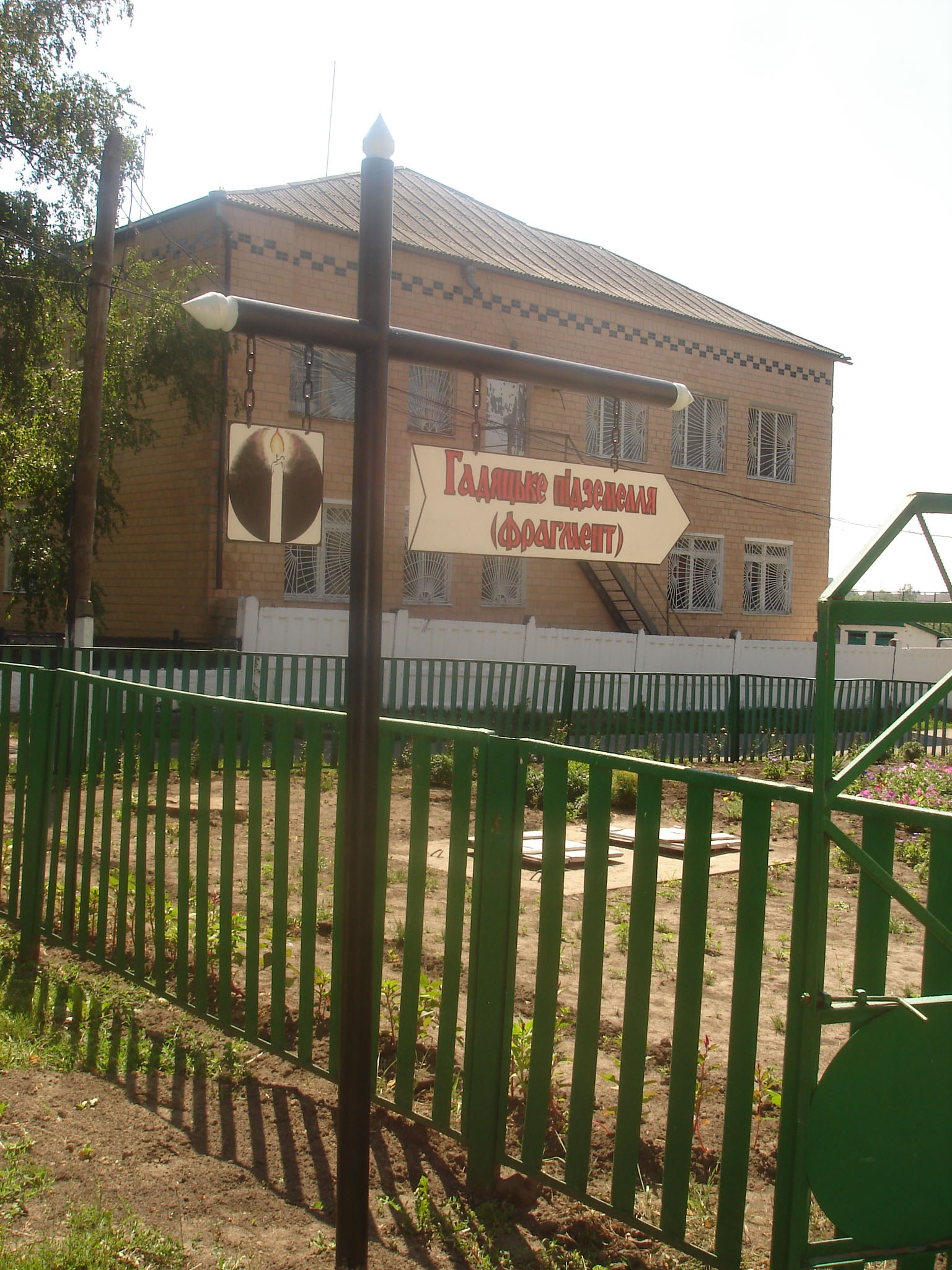
Musée des catacombes.
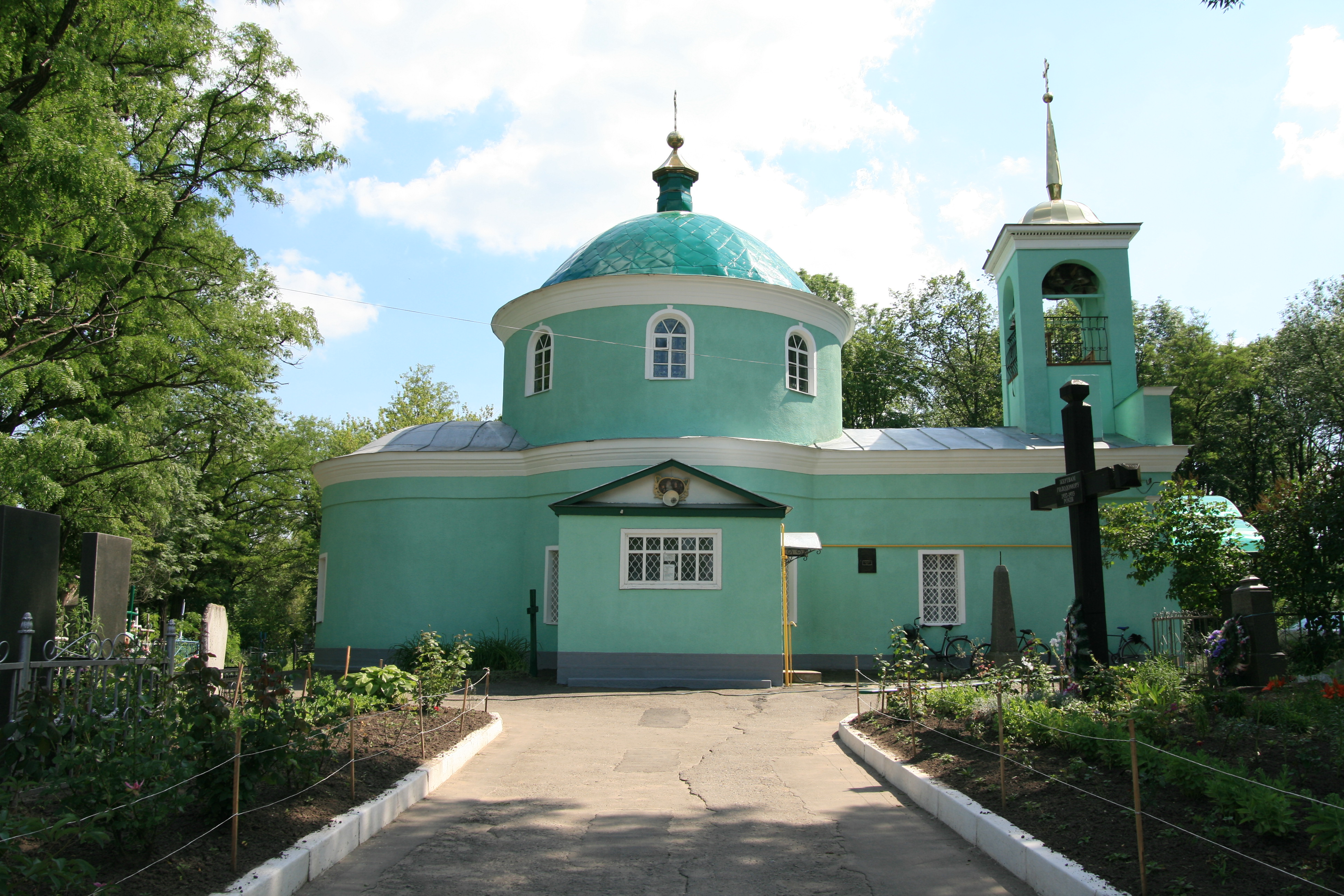
Église de tous les saints classée
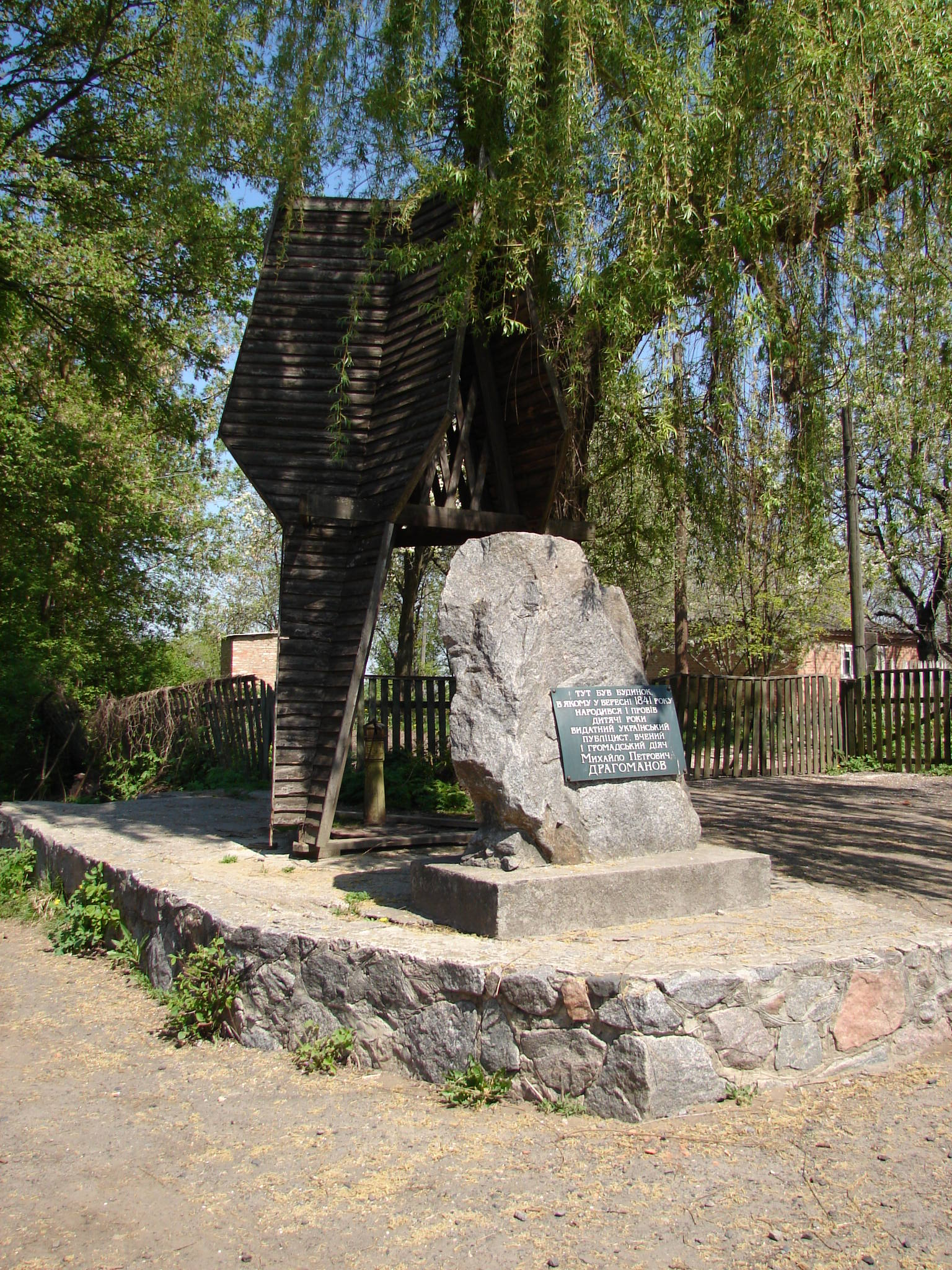
Mémorial à la maison Dragomanov classé
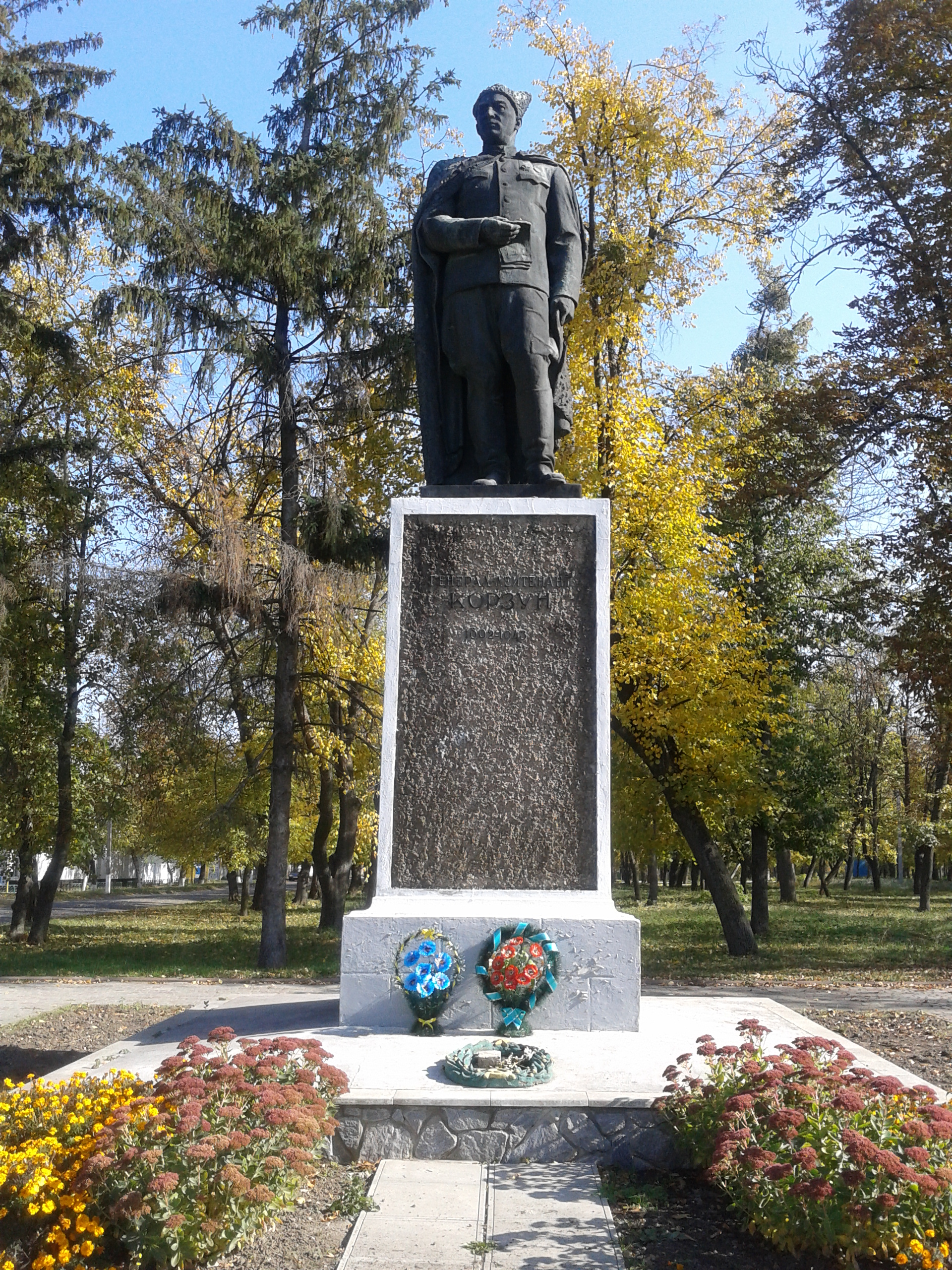
Statue du général Pavel Korzoun classé[5].

## Population
Recensements (*) ou estimations de la population :
| 1782  | 1897* | 1923*  | 1926* | 1939*  | 1959*  |
| ----- | ----- | ------ | ----- | ------ | ------ |
| 3 734 | 7 721 | 11 122 | 9 963 | 10 731 | 11 725 |

| 1970*  | 1979*  | 1989*  | 2001*  | 2009   | 2010   |
| ------ | ------ | ------ | ------ | ------ | ------ |
| 14 478 | 18 578 | 24 375 | 22 698 | 23 930 | 24 031 |

| 2011   | 2012   | 2013   | 2014   | 2015   | 2016   |
| ------ | ------ | ------ | ------ | ------ | ------ |
| 24 132 | 24 200 | 24 196 | 24 187 | 24 129 | 23 989 |